# West Conshohocken
West Conshohocken es un borough ubicado en el condado de Montgomery en el estado estadounidense de Pensilvania. En el año 2000 tenía una población de 1,446 habitantes y una densidad poblacional de 657 personas por km².

## Geografía
West Conshohocken se encuentra ubicado en las coordenadas 40°4′10″N 75°18′57″O / 40.06944, -75.31583.

## Demografía
Según la Oficina del Censo en 2000 los ingresos medios por hogar en la localidad eran de $56,111 y los ingresos medios por familia eran $62,708. Los hombres tenían unos ingresos medios de $40,833 frente a los $31,696 para las mujeres. La renta per cápita para la localidad era de $30,627. Alrededor del 7.3% de la población estaba por debajo del umbral de pobreza.